# جوني روجرز
جوني روجرز مواليد 30 ديسمبر 1963، هو لاعب كرة سلة إسباني سابق بدأ مسيرته الاحترافية في سنة 1986 ويحمل الرقم 32. يبلغ طوله 6 قدم 10 بوصة (2.1 م). اعتزل اللعب في 2004.

## فرق لعب لها
- سكرامنتو كينغز
- كليفلاند كافالييرز

## روابط خارجية
- جوني روجرز على موقع الاتحاد الدولي لكرة السلة (الإنجليزية)
- جوني روجرز على موقع إن بي أي (الإنجليزية)
- جوني روجرز على موقع سبورتس رفرنس (الإنجليزية)
- جوني روجرز على موقع الدوري الإسباني لكرة السلة (الإسبانية)
- جوني روجرز على موقع كرة السلة الأوروبية.كوم (الإنجليزية)
- جوني روجرز على موقع كلية كرة السلة في سبورتس رفرنس.كوم (الإنجليزية)
- جوني روجرز على موقع ريلجم (الإنجليزية)
- جوني روجرز على موقع بروبوليرز (الإنجليزية)
- جوني روجرز على موقع سبورتس رفرنس (الإنجليزية)
- جوني روجرز على موقع أوليمبيديا (الإنجليزية)